# Cynorkis mellitula
Cynorkis mellitula är en orkidéart som beskrevs av Toill.-gen. och Jean Marie Bosser. Cynorkis mellitula ingår i släktet Cynorkis, och familjen orkidéer. Inga underarter finns listade i Catalogue of Life.